# 阿博都巴哈的门徒
巴哈伊信仰在20世纪上半叶的领导人守基·阿芬第，授予19个西方巴哈伊阿博都巴哈的门徒和“圣约先锋”的称号。他们的名单是：
- Dr. John E. Esslemont
- 桑顿·蔡斯
- 霍华德·麦克纳特
- 萨拉·法默
- 莉莲·卡佩斯
- 罗伯特·特纳
- 阿尔贝特·施瓦茨
- 卢阿·格青杰
- Joseph Hannen
- 切斯特·I. 撒切尔
- 查尔斯·格林利夫
- J. D. 布里廷厄姆夫人
- 索恩伯勒夫人
- Helen S. Goodall
- 阿瑟·P. 道奇
- 威廉·H. 霍尔
- Dr. J. G. 奥格尔
- 威廉·H. 兰德尔

前述名单连同他们的照片，见于由守基·阿芬第编辑的于1930年和1933年出版的《巴哈伊世界》。至今，还没有发现守基·阿芬第的其他作品中有关于这份名单的说明。